# Psychotria chasaliifolia
Psychotria chasaliifolia är en måreväxtart som beskrevs av Charles-Joseph Marie Pitard. Psychotria chasaliifolia ingår i släktet Psychotria och familjen måreväxter. Inga underarter finns listade i Catalogue of Life.